# Charles Langlois (acteur)
 (mai 2024).
Si vous disposez d'ouvrages ou d'articles de référence ou si vous connaissez des sites web de qualité traitant du thème abordé ici, merci de compléter l'article en donnant les références utiles à sa vérifiabilité et en les liant à la section « Notes et références ».
Pour les articles homonymes, voir Langlois et Charles Langlois (homonymie).
Charles Langlois (Paris, 1696 - Stockholm, 20 avril 1762) est un acteur français qui a passé une grande partie de sa carrière en Suède, où il joua un rôle important dans l'histoire du théâtre suédois, comme initiateur du premier théâtre national suédois, et son premier directeur. Il était aussi compositeur.

## Biographie
Charles Langlois est né à Paris et devient très tôt acteur dans une troupe de province. Il avait épousé l'actrice Jeanne Perrette Le Chevalier, avec laquelle il eut un fils, Alexandre, en 1718.
En 1723, Langlois et sa famille arrivent en Suède avec la troupe engagée pour se produire au théâtre du Bollhuset à Stockholm, sous la direction de Jean-Baptiste Landé. Il joue les rois et paysans dans les comédies française et Scaramouche dans les comédies italiennes, tandis que sa femme joue principalement les reines.
Quand la troupe française quitte la Suède en 1727, la famille Langlois reste à Stockholm. En 1730, Charles Langlois obtient la permission de faire commerce de biens de luxe et l'affaire est gérée par sa femme.

### Premier théâtre national en Suède
Lorsque le premier théâtre national suédois est fondé au Bollhuset en 1737, Langlois est choisi comme directeur. Mais le théâtre est fermé l'année suivante et Langlois persuade les autorités de le rouvrir, ce qu'elles font en 1740. C'est une association de comédiens qui prend les commandes du théâtre, dont Langlois est le chef. Ne parlant pas couramment le suédois, il ne joue que dans les pièces en français. C'est le cas en 1740 pour Médée et Jason et en 1748 pour La Scène de reconnaissance. Le couple Langlois donne par ailleurs des leçons de français : lui aux pages de la cour, elle aux filles de la noblesse.
Le personnel de la troupe compte d'autres Français, dont le décorateur Jean Delpergat et le maître de danse Gabriel Sénac.
Quand la troupe suédoise est remerciée en 1754 pour être remplacée par une nouvelle troupe française, Langlois y prend part mais se retire en 1755.

## Sources
- Svensk uppslagsbok, 1947.
- Tryggve Byström, « Svenska komedien 1737-1754 » Studie i Stockholmsteaterns historia, Norstedt, Stockholm, 1981.
- Sven Åke Heed, Ny svensk teaterhistoria. Teater före 1800, 2007.